# Flakpanzer Coelian
Flakpanzer Coelian là một loại pháo tự hành chống máy bay thiết kế bởi Rheinmetall trong Thế chiến II cho các lực lượng vũ trang Đức. Nó được dự định sẽ được trang bị hai khẩu 3,7 cm Flak 43 trong một tháp pháo hoàn toàn kín, có 11 dự án lấy tháp pháo của một xe tăng hạng trung Panther nhưng không được xây dựng trước khi kết thúc cuộc chiến tranh ở châu Âu.

## Phát triển
Trong những năm đầu của cuộc chiến, Wehrmacht đã ít quan tâm phát triển súng chống máy bay tự hành, nhưng khi quân Đồng minh phát triển ưu thế trên không, sự cần thiết cho nhiều súng chống máy bay tự hành cơ động và tốt hơn-vũ trang được tăng lên. Wehrmacht đã đề ra một loạt các xe có bánh xe và một nửa xích để phục vụ các vị trí phòng thủ trên không phía trước như cũng như cơ động để bảo vệ các đơn vị thiết giáp và bộ binh trong lĩnh vực này, cũng như cho các vị trí khu vực chuyển tiếp tạm thời như trụ sở chính liên lạc và các điểm hậu cần. Khi máy bay ném bom chiến đấu Đồng minh và máy bay tấn công mặt đất khác tấn công bằng súng máy và ném bom vào xe, vị trí phòng không thậm chí còn dễ bị tổn thương hơn. Câu trả lời là để thích ứng với một khung gầm xe tăng với một tháp pháo chuyên ngành mà sẽ bảo vệ các phi hành đoàn trong khi họ bắn vào gần máy bay Đồng Minh.
Như một hệ quả, quân đội tư lệnh tối cao Đức đã ra một nhu yêu cầu cho một chiếc xe tăng chống máy bay dựa trên khung gầm của thiết kế Panther. Rheinmetall phát triển "Coelian" trong các phiên bản khác nhau, bao gồm cả một với bốn súng 20mm MG 151/20, nhưng vẫn phải xem xét lại thiết kế dựa trên những yêu cầu của chính phủ (như nhu cầu để thêm súng hiện đại hơn với thân xe dài hơn). Cuối cùng, tháng 5 năm 1944, một tháp pháo với một khẩu súng 5,5 cm đơn đã được phát triển, cùng với một đôi súng 3,7 cm Flak 43.
Tuy nhiên, nó nhanh chóng trở nên rõ ràng rằng không có khung sẽ có sẵn cho Flakpanzers do một loạt các lý do, bao gồm việc đổ bộ của các nước đồng minh trong vùng Normandie, đồng minh tăng chiến lược ném bom tấn công, và tình trạng thiếu nguyên liệu. Đến giữa tháng 2 năm 1945, chỉ có một nguyên mẫu bằng gỗ với mô hình tháp pháo 3,7 cm trên thân xe Panther D đã được tạo ra.

## Liên kết ngoại
Panzer V »Panther« (tiếng Đức) tại Lexikon-der-Wehrmacht.de
photos tại Panzerbaer.de
Свирин М.Пантера Pz.Kpfw V. () - М .: М-хобби, 1996. - 48 с. - Армада, вып. № 5